# Tachigali rugosa
Tachigali rugosa é uma espécie de planta do gênero Tachigali e da família Fabaceae. 

## Taxonomia
A espécie foi descrita em 1995 por George Bentham. 
O seguinte sinônimo já foi catalogado:  
- Sclerolobium rugosum  Mart.

## Forma de vida
É uma espécie terrícola e arbórea. 

## Descrição
Folíolos com nervuras terciárias conspícuas, muito proeminentes na face abaxial. Ela tem flores sésseis a curto-pediceladas, até 0,7 milímetros de comprimento; pétalas subuladas. Sépalas creme-esverdeadas.  
| colspan="2"                         | -                        | estípula | presente |
| estípula tipo                       | foliácea                 |          |          |
| domácia                             | ausente                  |          |          |
| domácia local                       | ausente                  |          |          |
| domácia forma                       | ausente                  |          |          |
| número de jugo                      | até 10                   |          |          |
| forma do folíolo                    | oblongo/elíptico/falcado |          |          |
| consistência do folíolo             | coriáceo                 |          |          |
| indumento do folíolo - face abaxial | tomentoso                |          |          |
| Flor                                |                          |          |          |
| comprimento                         | até 10 mm                |          |          |
| simetria                            | radial                   |          |          |
| bractéola                           | caduca                   |          |          |
| forma do hipanto                    | simétrico                |          |          |
| tipo de hipanto                     | cupulado                 |          |          |
| largura da pétala                   | menor 1 mm               |          |          |
| indumento da pétala                 | esparso                  |          |          |
| tipo de estame                      | monomórfico              |          |          |
| número de estames                   | 10                       |          |          |
| Fruto                               |                          |          |          |
| forma                               | elíptico - oblongo       |          |          |

## Conservação
A espécie faz parte da Lista Vermelha das espécies ameaçadas do estado do Espírito Santo, no sudeste do Brasil. A lista foi publicada em 13 de junho de 2005 por intermédio do decreto estadual nº 1.499-R. 

## Distribuição
A espécie é encontrada nos estados brasileiros de Bahia, Espírito Santo, Minas Gerais, Rio de Janeiro e São Paulo. 
A espécie é encontrada no domínio fitogeográfico de Mata Atlântica, em regiões com vegetação de floresta estacional semidecidual e floresta ombrófila pluvial.